# Трапезунтско царство
Трапезунтско царство је једна од византијских држава насталих након крсташког освајања Цариграда 1204. године на територији Понтских Грка (Грци насељени дуж црноморске обале Мале Азије). Падом Цариграда 1204. године унуци Андроника I Комнина Алексије и Давид оснивају Трапезунтско царство са седиштем у граду Трапезунту. Давид је кренуо у освајачки поход дуж црноморске обале освојивши Синоп, Пафлагонију и Хераклеју, али га је зауставио никејски цар Теодор I Ласкарис.
Трапезунтско царство 1214. године улази у савез са Латинским царством против Никејског царства, али их Теодор I побеђује и осваја земље до Синопа, коју освајају Турци. После овога Трапезунтско царство излази из сукоба око Цариграда и обнове Византије притиснуто Турцима који су га освајали део по део, да би на крају постало турски вазал.
Остаци царства надживљују преостале остатке некадашње моћне византијске државе за неколико година и пад Трапезунта у турске руке 1461. године, представља пад последњих византијских територија.

## Позадина
Трапезунт је био главни град теме Халдије. Халдија је већ у 10. и 11. веку показивала сепаратистичке тенденције, када је њоме овладао локални вођа Теодор Гавра. Он је, по речима Ане Комнине, сматрао Трапезунт својим наслеђем, те је њиме управљао независно од централне власти у Цариграду. Византијски цар Алексије I Комнин поставио га је за гувернера Халдије, али је његовог сина задржао у Цариграду као таоца. Гавра је успешно одбио грузијски напад на Трапезунт. Један од његових наследника, Георгије Таронит, побунио се уз помоћ султана Кападокије, али је био поражен и утамничен, да би касније био ослобођен и поново постављен за гувернера. Константин Гавра, један од његових наследника, кога је Никита Хонијат описивао као тиранина, управљао је Халдијом у првој половини 12. века. Јован II Комнин је 1139. године морао повести војску на њега.

## Настанак
Трапезунтско царство основано је као једна од држава на просторима некадашњег Византијског царства. Крсташи освајају Цариград 1204. године формирајући више крсташких држава на тлу Византије. Априла 1204. године настаје и Трапезунтско царство, када су Алексије Комнин и његов брат Давид искористили заокупљеност Византинаца у борби против Латина да заузму град Трапезунт и просторе некадашње провинције Халдије са трупама које им је обезбедила грузијска краљица Тамара. Везе између Грузије и Трапезунта остале су блиске. Односи у почетним годинама постојања Трапезунтског царства нису до краја расветљени, али поједини научници сматрају да је Грузија у прво време успоставила неку врсту власти над Царством. Алексије и Давид били су унуци последњег византијског цара из династије Комнина, Андроника I, односно потомци његовог сина Манојла Комнина и Русудане, ћерке Ђорђа III од Грузије. Андроник I је збачен од стране Исака II Анђела, а његов син Манојло је ослепљен, што је традиционална византијска казна за издају. Умро је убрзо након тога. Алексије и његов брат Давид завршили су на двору Тамаре, грузијске краљице. Васиљев објашњава да је Тамара била инспирисана да помогне двојици браће јер је Алексије III Анђео украо поклоне које је Тамара дала групи монаха који су посетили Цариград. Стварни разлози вероватно су везани за настојање грузијске краљице да створи тампон државу којом би одвојила Грузију од латинских територија. Након заузећа Трапезунта, Алексије је у 22 године крунисан за цара априла 1204. године.

## Трапезунтско царство у 13. и 14. веку
Датум заузећа Трапезунта од цара Алексија може се и приближније одредити. Сергеј Карпов је, на основу сачуваног оловног печата кога је приписао првом трапезунтском цару, датирао освајање у 25. април 1204. годину. Дакле, браћа су започела свој напад на Трапезунт пре него што су крсташи успели да заузму Цариград 13. априла 1204. године. Сам Трапезунт пао је убрзо након византијске престонице. Убрзо по освајању Трапезунта, браћа улазе у сукоб са Теодором I Ласкарисом и Михаилом Комнином Дуком, владарима Никејског царства и Епирске деспотовине, које су себе сматрале наследницама Византије. Током већег дела 13. века Трапезунт је био у сталном сукобу са Селџучким султанатом (Румски султанат), а потом са Османлијама. Сукоби су постојали и са Цариградом након ослобођења 1261. године, као и са италијанским републикама, посебно Ђеновом. Царство је опстајало само услед веште дипломатије, завађивања противника, династичким браковима и великодушним миразима, посебно турским владарима из централне Анадолије. Трапезунт је био богат град који је своје богатство стекао путем трговине са ђеновљанским и млетачким трговцима. Њиме је успевао да одржи независност, слично Дубровачкој републици на Балкану.
Други Алексијев син, Манојло I (1238—1263) сачувао је унутрашњу стабилност и стекао углед великог војног команданта. У његова достигнућа убраја се и заузеће Синопе 1254. године. Манојло је био први владар који је ковао сребрн новац, познат као аспре. Након заузећа Багдада од стране Хулагу Кана 1258. године, западни крак Пута свиле завршавао се на северу Црног мора. Трапезунту је то доносило огромне количине новца, нарочито услед веза са Табризом. Западни путници користили су град као полазну тачку на путовањима у Азију. Међу њима је био и чувени Марко Поло који се преко Трапезунта 1295. године вратио у Европу. Немирна владавина млађег Манојловог сина Јована II (1280—1297) укључивала је измирење са обновљеном Византијом и окончање захтева Трапезунта за Цариградом. Трапезунт је уживао у свом богатству током владавине Јовановог најстаријег сина Алексија II (1297—1330). Током његове владавине заузет је Ерзурум око 1310. године.

### Грађански рат и обнова
Након Алексијеве смрти, Трапезунт је прошао кроз период грађанског рата. Након краткотрајне стабилности током владавине Василија (1332—1340), око Трапезунта се две групе боре за превласт: провизантијска страна предвођена Сколаријима и Амитзантаранти, који су представљали интересе домаће олигархије. Врхунац кризе је у периоду 1347-1348. године. Истовремено се води грађански рат и у Византијском царству. Немире у Трапезунту искористили су Турци да освоје Оинон и опседну Трапезунт, док су Ђеновљани заузели Керас. Сем тога, епидемија бубонске куге (Црна Смрт) шири се из Кафе ка Трапезунту и другим градовима на обали Црног мора. Трапезунтско царство је успело да изађе из кризе. Цар Михаило је абдицирао у корист свога нећака Алексија III који је успео да смири ситуацију. Под владавином Алексија III Трапезунт је сматран важним трговинским центром и богатим градом. Отпочела је политика склапања династичких бракова са суседним турским владарима.

## Трапезунт у 15. веку
Последње године 15. века обележила је појачана претња Османлија који су били далеко опаснији од малих туркменских емирата. Тамерлан је привремено зауставио ширење Турака наневши султану Бајазиту страховит пораз у бици код Ангоре. Сам Бајазит је умро у заробљеништву, те је у Турској избио грађански рат. Османлије су до 1430-их година успеле да потпуно поврате све територије и освоје велике делове Визанитије. Цариград је пао 1453. године. Манојло III (1390—1417) је склопио савез са Тамерланом, али је монголски освајач убрзо након победе напустио Анадолију. Алексије IV (1417—1429) наставио је са традицијом склапања политичких бракова оженивши две своје кћери владарима две суседне муслиманске државе. Његова најстарија кћер постала је трећа супруга византијског цара Јована VIII Палеолога. Алексијев најстарији син Јован IV (1429—1459) увидео је да ће Трапезунт ускоро доживети исту судбину као и Византијско царство. Мурат II је покушао 1442. године заузети град са мора, али су велики таласи отежали искрцавање, те је напад одбијен. Док је Муратов син и наследник Мехмед II, освајач Цариграда, опседао Београд 1456. године, османски гувернер Амасје напао је Трапезунт, али је одбијен.
Јован је покушао да нађе савезнике. Послао је Ђорђа Амируца у Фиренцу где је 1439. године закључена црквена унија. Овај савез Трапезунту није донео никакве користи. Своју кћер Теодору оженио је сином Узун Хасана од Аккојунлуа, у замену за одбрану од Турака. Помоћ му је обећана и од турских емира Синопе и Караманије, као и од грузијских владара. Преко Теодоре, иранска сафавидска династија која је наследила територије Узун Хасана, носила је у себи грчке крви.
Јован је умро 1459. године. Наследио га је брат Давид. Мехмед је чуо за савез кога је Давид покушавао да створи са западом. Прикупио је велику војску и на лето 1461. године напао Трапезунт. Емир Синопе брзо се предао. Султан је потом потиснуо Узун Хасана и тако изоловао Трапезунт. Опсада је трајала око месец дана. Давид се предао 15. августа 1461. године. Тиме је окончано постојање последњих остатака Византијског царства, као и Римског царства, чија је Византија наследница. Кнежевина Теодоро пала је под Турке 1475. године.

## Списак трапезунтских царева
| Name | Name                                                      | Reign                               | Notes                                                            |
| ---- | --------------------------------------------------------- | ----------------------------------- | ---------------------------------------------------------------- |
|      | Алексије I Велики Комнин (Αλέξιος Α΄ Μέγας Κομνηνός)      | 1204 – 1. фебруар 1222.             | Оснивач Трапезунтског царства након пада Цариграда 1204. године. |
|      | Андроник I Гид (Ανδρόνικος Α΄ Γίδος)                      | 1222 – 1235                         | Постао владар преко брака са ћерком Алексија I                   |
|      | Јован I Велики Комнин (Ιωάννης Α΄ Αξούχος)                | 1235. – 1238.                       | Најстарији син Алексија I.                                       |
|      | Манојло I Велики Комнин (Μανουήλ Α΄ Μέγας Κομνηνός)       | 1238. – март 1263.                  | Ратовао против Монгола и Турака.                                 |
|      | Андроник II Велики Комнин (Ανδρόνικος Β΄ Μέγας Κομνηνός)  | март 1263. – 1266.                  | Син Манојла I.                                                   |
|      | Ђорђе Велики Комнин (Γεώργιος Μέγας Κομνηνός)             | 1266. – 1280.                       | Син Манојла I и полубрат Андроника II.                           |
|      | Јован II Велики Комнин (Ιωάννης Β΄ Μέγας Κομνηνός)        | 1280. – 1284. 1285. – 1297.         | Син Манојла I, полубрат Андроника II и брат Ђорђа.               |
|      | Теодора Велика Комнина (Θεοδώρα Μεγάλη Κομνηνή)           | 1284. – 1285.                       | Ћерка Манојла I и млађа сестра Јована II.                        |
|      | Алексије II Велики Комнин (Αλέξιος Β΄ Μέγας Κομνηνός)     | 16. август 1297. – 3. мај 1330.     | Најстарији син Јована II и Евдокије Палеологине.                 |
|      | Андроник III Велики Комнин (Ανδρόνικος Γ΄ Μέγας Κομνηνός) | октобар 1330. – 8. јануар 1332.     | Син Алексија II.                                                 |
|      | Манојло II Велики Комнин (Μανουήλ Β΄ Μέγας Κομνηνός)      | 8. јануар 1332. – септембар 1332.   | Син Андроника III.                                               |
|      | Василије Велики Комнин (Βασίλειος Μέγας Κομνηνός)         | септембар 1332. – 6. август 1340.   | Син Алексија II и брат Андроника III.                            |
|      | Ирина Палеологина (Ειρήνη Παλαιολογίνα)                   | 6. август 1340. – 17. јул 1341.     | Василијева удовица.                                              |
|      | Ана Велика Комнина (Αννα Αναcηοθτλοθ)                     | 17. јул 1341. – 4. септембар 1342.  | Ћерка Алексија II и сестра Василија.                             |
|      | Јован III Велики Комнин (Ἰωάννης Γ΄ Μέγας Κομνηνός)       | 4. септембар 1342. – 3. мај 1344.   | Унук Јована II.                                                  |
|      | Михајло Велики Комнин (Μιχαήλ Μέγας Κομνηνός)             | 3. мај 1344. – 13. децембар 1349.   | Отац Јована III и син Јована II.                                 |
|      | Алексије III Велики Комнин (Αλέξιος Γ΄ Μέγας Κομνηνός)    | 13. децембар 1349. – 20. март 1390. | Нећак Михаила и син Василија Комнина.                            |
|      | Манојло III Велики Комнин (Μανουήλ Γ΄ Μέγας Κομνηνός)     | 20. март 1390. – 5. март 1417.      | Син Алексија III.                                                |
|      | Алексије IV Велики Комнин (Αλέξιος Δ΄ Μέγας Κομνηνός)     | 5. март 1417. – октобар 1429.       | Син Манојла III.                                                 |
|      | Јован IV Велики Комнин (Ιωάννης Δ΄ Μέγας Κομνηνός)        | октобар 1429. – 1460.               | Син Алексија IV.                                                 |
|      | Давид Велики Комнин (Δαβίδ Μέγας Κομνηνός)                | 1460. – 15. август 1461.            | Син Алексија IV и брат Јована IV.                                |